# Dark Moor (album)
Pour l’article homonyme, voir Dark Moor.
Albums de Dark Moor
Gates of Oblivion
(2002) Beyond the Sea
(2005)
Dark Moor est le quatrième album studio du groupe espagnol de power metal Dark Moor, sorti le 17 octobre 2003. Il a été enregistré au New Sin Studio.

## Description
Peu après la sortie de l'album, en raison de divergences musicales, Elisa C. Martín, Albert Maroto et Jorge Saez quittent le groupe et forment plus tard Dreamaker. Seuls Enrik Garcia et Anan Kaddouri restent dans le groupe. Alfred Romero a rejoint le groupe en tant que nouveau chanteur, José Garrido à la guitare et Andy C. à la batterie.
L'album est bien accueilli par la presse spécialisée,.

## Liste des pistes
1. A Life for Revenge - 5:48
2. Eternity 4:20
3. The Bane of Daninsky (the werewolf) - 5:29
4. Philip, The Second - 6:44
5. From Hell - 3:49
6. Cyrano of Bergerac - 7:36
7. Overture (Attila) - 2:48
8. Wind Like Stroke (Attila) - 5:17
9. Return for Love (Attila) - 4:19
10. Amore Venio (Attila) - 0:52
11. The Ghost Sword (Attila) - 4:48
12. The Dark Moor  - 8:34

## Composition du groupe
- Alfred Romero — chant
- Enrik Garcia — guitare
- Daniel Fernandez — basse
- Andy C. — batterie